# Angadh (stato)
Lo Stato di Angadh fu uno stato principesco del subcontinente indiano, avente per capitale la città di Angadh.

## Storia
Lo stato di Angadh era uno dei tre Stati Dorka (parte dei Pandu Mehwas), sotto l'agenzia coloniale dell'Agenzia di Rewa Kantha. Esso venne retto da capi musulmani e comprendeva 4 villaggi in tutto. Su una superficie di 11,65 km², aveva una popolazione di 2 269 abitanti (nel 1901) e produceva una rendita annua di 5181 rupie (in gran parte dalla terra agricola), di cui 1344 venivano pagate allo Stato di Baroda di cui Angadh era tributario.